# Mahadevarahalli, Arsikere
Mahadevarahalli là một làng thuộc tehsil Arsikere, huyện Hassan, bang Karnataka, Ấn Độ.